# Pedralva
Pedralva là một đô thị thuộc bang Minas Gerais, Brasil. Đô thị này có diện tích 217,298 km², dân số năm 2007 là 11184 người, mật độ 58,7 người/km².